# Hallo, Warszawa!
Hallo, Warszawa! (tyt. oryg. Алло, Варшава!) – radziecki film komediowy z 1971 roku, w reżyserii Olgierda Woroncowa.

## Opis fabuły
Andrzej Wiśniewski, lekarz z Warszawy wygrywa konkurs „Ludwik 71”. W czasie rozmów z dziennikarzami wychodzi na jaw, że Andrzej w czasie wojny przyjechał z Rosji do Polski, a w Rosji pozostała jego rodzona siostra, której nie może odnaleźć.
Korespondentka jednej z gazet, Renata, wyjeżdża do Moskwy, aby odnaleźć Maszę. Historia o polskim lekarzu, który szuka siostry, zainteresowała reżysera telewizyjnego Kaszkina, który zdecydował się wyemitować program dotyczący poszukiwań. Do studia telewizyjnego zgłaszają się dziesiątki kandydatek z całego kraju. W czasie konfrontacji okazuje się, że żadna z nich nie jest siostrą lekarza. Wyjeżdżając z Moskwy Wiśniewski spotyka siostrę - jest nią stewardesa, z którą leciał wcześniej z Warszawy do Moskwy.

## Obsada
- Gennadij Bortnikow jako Andrzej Wiśniewski, lekarz z Warszawy
- Raisa Niedaszkowska jako Renata, polska korespondentka
- Walentina Szarykina jako stewardesa Masza Tieriechowa, siostra Andrzeja
- Oleg Anofrijew jako Stefan Skowroński
- Spartak Miszulin jako reżyser Kaszkin
- Maja Menglet jako Zosia, śpiewaczka
- Zoja Fiodorowa jako administrator hotelu
- Rina Zielonaja jako przewodnicząca jury
- Olga Arosiewa jako Masza z Odessy
- Natalia Wieliczko jako Maria Ignatiewna
- Aleksandra Denisowa jako pielęgniarka
- Rudolf Rudin jako pacjent